# 亨茨維爾監獄

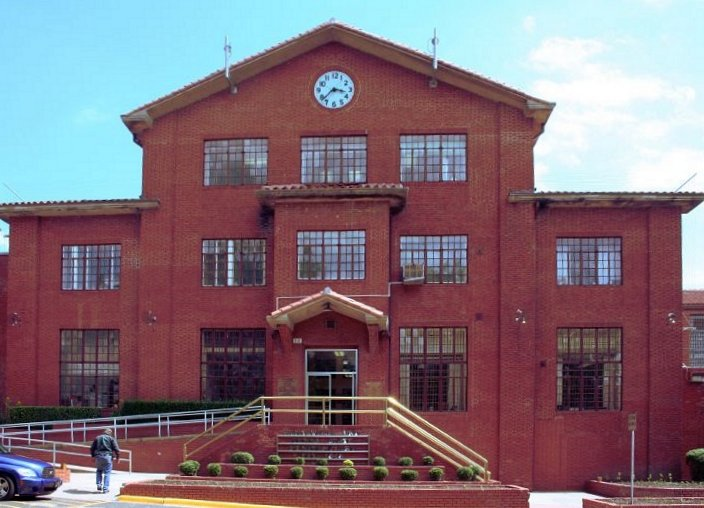
亨茨維爾監獄，攝於2006年

德克薩斯州亨茨維爾監獄（Texas State Penitentiary at Huntsville），通稱高牆監獄（Walls Unit），是一間位於美國德克薩斯州亨茨維爾的監獄，是德州各監獄中歷史最長的一處，建立於1849年。
該監獄是德克薩斯州的刑場所在地，也是美國目前執行死刑最頻繁的監獄。根據2018年5月的統計，自1982年開始，該監獄已處決了551名死囚。